# مجلة البيتكوين
مجلة البيتكوين (بالإنجليزية: Bitcoin Magazine) هي واحدة من الناشرين الأصليين للأخبار والمجلات المطبوعة التي تغطي البيتكوين والعملات الرقمية، بدأت المجلة النشر في عام 2012، وشارك في تأسيسها بوتيرين، ميهاي أليسي، ماثيو إن رايت، فلاديمير مارشينكو.

## التاريخ
أصبح فيتاليك بوتيرين مهتمًا بعملة البيتكوين في عام 2011، وشارك في تأسيس مجلة بيتكوين الدورية مع ميهاي أليسي، الذي طلب منه الانضمام. استحوذت كتابات بوترين على انتباه أليسي، وقرروا بعد ذلك بدء المجلة. تولى بوتيرين دور الكاتب الرئيسي كمشروع جانبي أثناء التحاقه بالجامعة. في عام 2012 بدأت المجلة في نشر النسخة المطبوعة من قاعدتها في كوريا الجنوبية وتمت الإشارة إليها على أنها أول منشور جاد مخصص للعملات المعماة. وأشار بوتيرين أنه يقضي 10-20 ساعة أسبوعياً في الكتابة للنشر. تم بيعها في عام 2015 لمالكيها الحاليين. وأعلن الرئيس التنفيذي ديفيد بيلي في ديسمبر 2018 أن المجلة «ستعود إلى جذورها وتحول تركيزها إلى القصص المتعلقة بالبيتكوين فقط». وفي سبتمبر أعلنت عن إطلاق مكتبها في أوروبا الشرقية في كييف.

## انظر ايضاً
- بيتكوين

## روابط خارجية
- الموقع الرسمي
- موقع مؤتمر البيتكوين